# Серес (Болцано)
Серес је насеље у Италији у округу Болцано, региону Трентино-Јужни Тирол.
Према процени из 2011. у насељу је живело 10 становника. Насеље се налази на надморској висини од 1582 м.